# Asparuhovo, Montana
Asparuhovo (în bulgară Аспарухово) este un sat în comuna Medkoveț, regiunea Montana,  Bulgaria. 

## Demografie
Componența etnică a satului Asparuhovo
     Bulgari (79%)
     Romi (10,87%)
     Nicio identificare (10,11%)
     Altele (0%)
La recensământul din 2011, populația satului Asparuhovo era de 524 locuitori. Din punct de vedere etnic, majoritatea locuitorilor (79,0%) erau bulgari, cu o minoritate de romi (10,87%). Pentru 10,11% din locuitori nu este cunoscută apartenența etnică.